# Thorverton
Thorverton är en by och en civil parish i Mid Devon i Devon i England. Orten har 921 invånare (2011).